# Ronny
Ronny Carlos da Silva, cunoscut ca Ronny (n. 25 februarie 1983, Sertãozinho, Brazilia) este un fotbalist aflat sub contract cu CFR Cluj.